# Liste des boursiers Killam, par ordre alphabétique R
| Nom             | Année | Université                     | Discipline           |
| --------------- | ----- | ------------------------------ | -------------------- |
| R.P. Rand       | 1992  | Brock                          | Biologie             |
| D.J. Rapport    | 1972  | Université Simon Fraser        | Économique           |
| D.J. Rapport    | 1970  | Université de Toronto          | Biologie             |
| A. J. Ray       | 2000  | Université of British Columbia | Histoire             |
| D.B. Redford    | 1975  | Université de Toronto          | Histoire             |
| D. Regan        | 1991  | Université York                | Médecine             |
| François Ricard | 1988  | Université McGill              | Français             |
| K.D. Rice       | 1992  | Université de Toronto          | Linguistique         |
| H. B. Richer    | 2001  | Université of British Columbia | Astronomie           |
| J.C. Ritchie    | 1977  | Université de Toronto          | Sciences de la terre |
| R. Robidoux     | 1985  | Université d'Ottawa            | Français             |
| Régine Robin    | 1990  | UQAM                           | Littérature comparée |
| J.E. Robinson   | 1978  | Université McMaster            | Physique             |
| Yves Roby       | 1997  | Université Laval               | Histoire             |
| S.P. Rosenbaum  | 1989  | Université de Toronto          | Anglais              |
| G. Rosenbluth   | 1969  | Université of British Columbia | Économique           |
| W.G. Ross       | 1987  | Université Bishops             | Histoire             |
| D.J. Rowe       | 1990  | Université de Toronto          | Physique             |
| B. Roy          | 1993  | Université de Montréal         | Français             |
| Christian Roy   | 2002  | Université Laval               | Génie                |
| K.H. Rubin      | 1987  | Université Waterloo            | Psychologie          |
| A.W. Rudrum     | 1986  | Université Simon Fraser        | Anglais              |
| R.I. Ruggles    | 1981  | Université Queen's             | Histoire             |
| E. Rummel       | 1992  | Université de Toronto          | Histoire             |
| M.E. Ruse       | 1985  | Université Guelph              | Philosophie          |